# Суйда (посёлок при станции)
Су́йда — посёлок при станции в Гатчинском муниципальном округе Ленинградской области.

## История
СУЙДА (СЮЙДЕНСКАЯ) — станция при колодце, число дворов — 1, число жителей: 95 м. п., 74 ж. п.; Станция железной дороги. (1862 год)

С 1917 по 1923 год посёлок при станции Суйда входил в состав Воскресенского сельсовета Гатчинской волости Детскосельского уезда.
С 1923 года в составе Гатчинского уезда.
Согласно данным переписи населения СССР 1926 года в посёлке при станции Суйда Воскресенского сельсовета Троцкой волости Троцкого уезда проживали 65 человек, русские, поляки и белорусы.

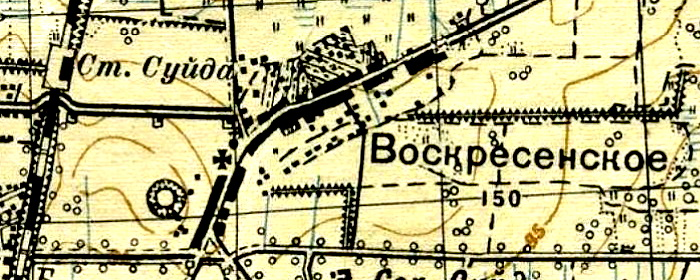
Станция Суйда. 1931 год

По данным 1966, 1973 и 1990 годов, посёлок при станции Суйда также находился в составе Воскресенского сельсовета.
В 1997 году в посёлке проживали 36 человек, в 2002 году — 24 человека (русские — 84%), в 2007 году — 16, в 2010 году — 22 человека.

## География
Посёлок расположен в центральной части Гатчинского района, близ железнодорожной платформы Суйда, к западу от автодороги 41К-100 (Гатчина — Куровицы).
Расстояние до административного центра поселения — посёлка Кобринское, 9 км.

## Демография
| 2007 | 2010 | 2014 | 2017 |
| ---- | ---- | ---- | ---- |
| 16   | ↗22  | ↘16  | ↗19  |

### Национальный состав
Согласно данным Всероссийской переписи населения 2021 года в посёлке проживали 19 человек, из них:
 русские — 15, удмурты — 2 человека, остальные национальность не указали.

## Инфраструктура
В посёлке есть продовольственный магазин.
На 2014 год в деревне было учтено 12 домохозяйств.

## Транспорт
В посёлке находится железнодорожная платформа Суйда линии Санкт-Петербург — Луга, по которой осуществляется пассажирское сообщение пригородными электропоездами.
К востоку от посёлка проходит автодорога 41К-100 (Гатчина — Куровицы), на которой осуществляется автобусное сообщение пригородными маршрутами:
- № 151 Гатчина — Сиверский
- № 151Д Гатчина — Дружная Горка
- № 534 Гатчина — Вырица

## Улицы
55 км, Железнодорожная.